# Герб Торжокского района
Герб муниципального образования «Торжо́кский район» Тверской области Российской Федерации.
Герб утверждён Решением № 103 Собрания представителей Торжокского района Тверской области 14 октября 1999 года.
Герб внесён в Государственный геральдический регистр Российской Федерации под регистрационным номером 750.

## Описание герба
«В лазоревом (синем, голубом) поле цветок льна о шести лепестках, тонко окаймлённый золотом и обременённый таким же цветком, окаймлённым серебром с золотыми лепестками и сердцевиной, сопровождаемый по кругу тремя серебряными и тремя золотыми голубями попеременно, с червлёными (красными) ошейниками (повязками)».

## Обоснование символики

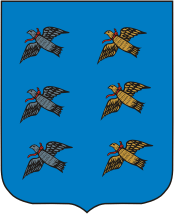
Герб Торжка (1780)

Герб Торжокского района разработан на основе исторического герба города Торжка. Этот герб был Высочайше утверждён 10 октября 1780 года Императрицей Екатериной II вместе с другими гербами городов Тверского наместничества
Подлинное описание герба города Торжка гласило: 

«Городъ Торжокъ имеет старой гербъ: в голубомъ полѣ три серебряные и три золотые голубя, имеющіе красные ошейники».
Цветок льна в гербе района — символ льноводства, красоты и богатства природы, сельскохозяйственной деятельности жителей района. С 1931 года Торжок является центром льноводства в России, в городе расположен Всероссийский научно-исследовательский институт льна.
Автор герба района: В. И. Лавренов.